# گیاگینسکایا
گیاگینسکایا (به لاتین: Giaginskaya) یک شهر در روسیه است که در آدیغیه واقع شده‌است.